# 小索羅欽齊
50°1′53″N 33°40′14″E / 50.03139°N 33.67056°E
小索羅欽齊（烏克蘭語：Малі Сорочинці），是烏克蘭的村落，位於該國中部波爾塔瓦州，由米爾哥羅德區負責管轄，處於普肖爾河右岸，分別距離多夫加利夫卡1公里和米爾哥羅德5公里，海拔高度98米，2001年人口527。